# Buckner (Kentucky)
Buckner es un lugar designado por el censo ubicado en el condado de Oldham en el estado estadounidense de Kentucky. En el Censo de 2010 tenía una población de 5837 habitantes y una densidad poblacional de 294,64 personas por km².

## Geografía
Buckner se encuentra ubicado en las coordenadas 38°23′12″N 85°26′59″O / 38.38667, -85.44972. Según la Oficina del Censo de los Estados Unidos, Buckner tiene una superficie total de 19.81 km², de la cual 19.36 km² corresponden a tierra firme y (2.29%) 0.45 km² es agua.

## Demografía
Según el censo de 2010, había 5837 personas residiendo en Buckner. La densidad de población era de 294,64 hab./km². De los 5837 habitantes, Buckner estaba compuesto por el 82.59% blancos, el 13.72% eran afroamericanos, el 0.63% eran amerindios, el 0.58% eran asiáticos, el 0.02% eran isleños del Pacífico, el 0.79% eran de otras razas y el 1.66% pertenecían a dos o más razas. Del total de la población el 2.66% eran hispanos o latinos de cualquier raza.